# The Delfonics
The Delfonics was een Amerikaanse band die sinds 1965 actief was. Hun muziek valt binnen het genre Rhythm-and-blues en Soul.
De band werd destijds opgericht door William Hart (overleden 15 juli 2022), Wilbert Hart, Randy Cain (overleden in 2009) en Major Harris (verliet de groep in 1974 om een solocarrière te beginnen, overleden op 9 november 2012).
Hun meest succesvolle periode beleefden ze eind jaren zestig en begin jaren zeventig.
Hun belangrijkste hits waren:
- La-La (Means I Love You)
- Break Your Promise
- I'm Sorry
- Ready or Not Here I Come (Can't Hide from Love)
- Didn't I (Blow Your Mind This Time)